# Internationales Theaterfestival SCHÄXPIR

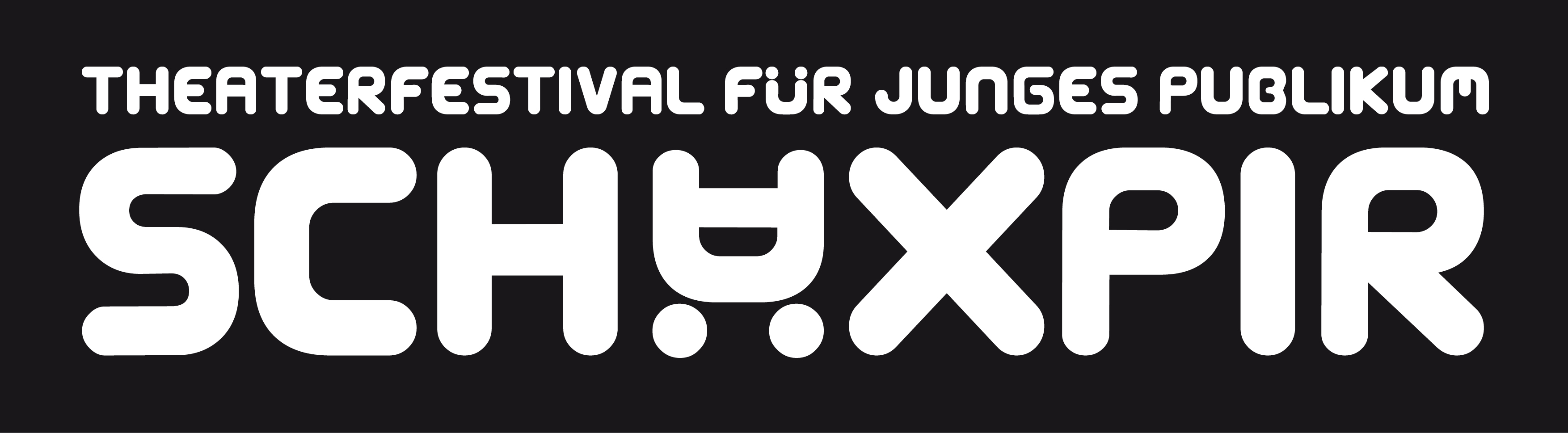
SCHÄXPIR Logo

SCHÄXPIR ist ein internationales Theaterfestival für junges Publikum. Es findet seit 2002 im biennalen Rhythmus in Linz (Oberösterreich) statt. Veranstalter ist das Land Oberösterreich.

## Konzept
Theater für junges Publikum in Österreich und international als ernst zu nehmende Kunstform zu etablieren, war von Anfang ein erklärtes Ziel des Festivals. Als Konzept gilt, Theater für die Allerkleinsten, Stücke für Jugendliche und Vorstellungen, die alle Altersstufen interessieren, an rund zehn Festivaltagen zu bieten. Auch die Auseinandersetzung mit ungewöhnlichen Darstellungsformen ist ein wesentlicher Punkt bei SCHÄXPIR.
Zahlreiche Workshops, Dialoge und Symposien fordern Besucher sowie Fachpublikum. Spezielle theaterpädagogische Veranstaltungen bereiten Kinder und Jugendliche bei jedem Festival auf die Theaterstücke vor. Junge Erwachsene werden außerdem durch das Rahmenprogramm, im Speziellen der Nightline, insbesondere angesprochen.
Das SCHÄXPIR Festival setzt sich aktiv für die Förderung des Theaters für junges Publikum in Österreich ein: Unter anderem ist das Festival Mitbegründer des Jungwild.Förderpreises für junges Theater und richtete 2010 gemeinsam mit der ASSITEJ Austria den STELLA Kunstpreis für junges Publikum in Linz aus. Das Internationale Theaterfestival SCHÄXPIR holt seit 2002 Produktionen aus ganz Europa, aber auch aus Asien, Australien und Afrika nach Linz.
Als eine weitere wichtige Aufgabe sieht SCHÄXPIR die Vernetzung international anerkannter Kompanien mit namhaften heimischen Bühnen, um der Österreichischen Theaterlandschaft entscheidende Impulse zu geben.

## Geschichte
Auf Initiative des Landes Oberösterreich haben 2001 die Vorbereitungen für SCHÄXPIR begonnen. 2002 ging das erste Festival in Linz, Gmunden, Steyr und Wels über die Bühne. Als Geschäftsführer und Festivalleiter wurde Julius Stieber bestellt. Die Künstlerische Leitung übernahm bis 2015 Stephan Rabl.
Seither werden bei jedem Festival zwischen 40 und 60 Produktionen aus bis zu 14 verschiedenen Ländern gezeigt. Zahlreiche Europapremieren, deutschsprachige Erstaufführungen, Österreichpremieren und Uraufführungen österreichischer Theater waren bisher bei den Festivals zu sehen. Fixe Bestandteile des SCHÄXPIR Festivals sind Outdoor-Produktionen, Konzerte und DJ-Lines, Dialogveranstaltungen sowie Vermittlungsprogramme für Schulen und Publikum.
Bei der ersten Auflage 2002 waren bereits knapp 15.000 Besucher zu Gast. Neben Linz waren bis 2009 Gmunden, Steyr und Wels Aufführungsorte. 2006 verfolgten knapp 19.000 Menschen SCHÄXPIR. Zum Leitthema "next generation" fand in Linz, im Rahmen von SCHÄXPIR, zusätzlich ein internationales Symposium statt. SCHÄXPIR 2008 stand unter dem Stern des kommenden Kulturhauptstadtjahres sowie der in Österreich stattfindenden Fußball-Europameisterschaft.
Die große Ausnahme war das Kulturhauptstadtjahr 2009. Während Linz09 hat SCHÄXPIR seinen biennalen Rhythmus aufgebrochen und mit der Kulturhauptstadt 4 Koproduktionen auf die Bühnen gebracht. Insgesamt waren aus 14 Ländern 43 Produktionen zu Gast. 17 Spielstätten in Linz, Wels, Gmunden und Steyr waren Bühne. Besonderes Augenmerk lag 2009 auf die Öffnung hin zum erwachsenen Publikum. Mit 19.843 Besuchern wurde bislang der Höhepunkt des Festivals erreicht. 2010 übernahm Renate Plöchl die Festivalleitung von Julius Stieber.
2011 fand SCHÄXPIR von 23. Juni bis 3. Juli zum sechsten Mal statt. Präsentiert wurden 48 Produktionen aus zehn Ländern. Erstmals wurden im Lehartheater Bad Ischl, dem GUGG Braunau, der Hofbühne Tegernbach und der Kitzmantelfabrik Vorchdorf Aufführungen programmiert. Schwerpunkt des Festivals lag aber wieder in der oberösterreichischen Landeshauptstadt Linz. Besucht haben das Festival gut 19.800 Menschen von klein bis groß.
Die siebte Ausgabe von SCHÄXPIR lief von 20. bis 30. Juni 2013 über die Bühnen. Insgesamt 24 Spielstätten in Linz sowie das Lehartheater Bad Ischl und das GUGG Braunau wurden bespielt. Über 230 Veranstaltungen wurden von fast 23.000 Menschen aller Altersstufen besucht. Die Eröffnung des Festivals fand im neuen Musiktheater Linz mit über 1.000 Gästen statt und war ein ganz besonderes Highlight. Ebenfalls erwähnenswert ist das zweite internationale ASSITEJ Meeting. Aus über 40 Ländern war Fachpublikum in Linz bei diesem wichtigsten und größten Treffen der Theater- und Tanzszene für junges Publikum.
2015 fand das Festival von 25. Juni bis 4. Juli zum achten Mal statt. 55 Produktionen aus elf Ländern waren zu sehen, darunter 5 Uraufführungen und 13 Österreichpremieren. Neben den bewährten Spielstätten in Linz wurden beim Festival 2015 auch Klassenzimmer in ganz Oberösterreich zu SCHÄXPIR-Spielorten. Weiters waren auch sogenannte Theaterbusse unterwegs, die an unterschiedlichen Orten ein ganz besonderes Theatererlebnis ermöglichten.
2016 fand ein Generationswechsel statt:
Cornelia Lehner, Kulturvermittlerin und Soziologin, wurde als Festivalleitung bestellt.
Die beiden Regisseurinnen und Theatermacherinnen Julia Ransmayr und Sara Ostertag haben seither die künstlerische Leitung des Festivals inne.
SCHÄXPIR fand 2017 von 22. Juni bis 1. Juli statt: das neue Leitungsteam konnte mit 17.000 beteiligten Besucherinnen, über 250 Künstlerinnen aus 7 Nationen und 35 Produktionen an 21 Spielorten den Erfolgskurs fortführen. Ein vielfältiges künstlerisches wie partizipatives Programm zeichnete dieses Festival aus.
Festivaltermin 2019, die 10. Ausgabe war der 24. bis 30. Juni. 2021 fand es vom 16. bis 26. Juni statt und 2023 vom 14. bis 24. Juni mit 39 Produktionen bzw. Programmpunkten.

## Höhepunkte bei SCHÄXPIR
2002
Club Astrid (Victoria / BE)
Heimaten (Theater an der Sihl / CH)
Welcome to Africa (Inkululeko Yabatsha School of Arts / ZW)
Linzer Uraufführungen
Close Up (Theater Phönix)
2004
Sand Table (Meg Stuart & Damaged Goods / BE)
Swinging Bananas (Theater Artemis / NL)
King A (Het Laagland / NL)
2006
Fucking Åmål – show me love (junges theater basel / CH)
Titus (Kopergietery / BE)
Scoliozee d'Artrozee (BRONKS / BE)
Linzer Uraufführungen
Kriegskindl (u\hof: Theater für junges Publikum)
F_ART (x.IDA)
2008
Die magische Welt der verlorenen Schätze (NIE / NO/UK/CZ)
Prime (Theater Artemis / NL)
Romeo und Julia (junges schauspiel hannover / DE)
2009 (Linz 09 Kulturhauptstadt Europa)
Die Legende von Wüsterdam (Kopergietery & Studio ORKA / BE)
Die Erzählung von Haruk (Tuida / Südkorea)/Gamoonjang Baby (Play BST/Südkorea)
That night follows day (Victoria & Tim Etchells / BE)
Koproduktionen mit Linz09
Das Schiff (Theater Sgaramusch /CH und NIE /NO/UK/CZ)
Me gusta (Laika / BE)
RUMOR (Het Lab / NL)
Solar City (Kopergietery / BE)
Linzer Uraufführungen
Franziska Jägerstätter erzählt (Theater des Kindes in Koproduktion mit Linz09 und SCHÄXPIR)
2011
Das Nibelungenlied (Justus Neumanns' CIRCUS ELYSIUM / AUT/AUS)
Mangold (Warmoes) (Studio ORKA / BE)
Punk Rock (junges theater basel / CH)
Springville (Miet Warlop / BE)
Linzer Uraufführungen
Der vergessene Maler (Theater des Kindes)
Du Hitler (u\hof: Theater für junges Publikum)
Material Girl (Theater Phönix)
2013
Der Junge mit dem Koffer (SCHNAWWL & Ranga Shankara Theater / DE/IN)
MORNING (junges theater basel / CH)
Ein föhniger Nachmittag (L'après midi d'un foehn – Version 1) (Compagnie Non Nova / FR)
Linzer Uraufführungen
Mein Bruder, der Räuber Kneißl (Theater des Kindes)
Heiße Sohlen (u\hof: Theater für junges Publikum)
Die Fortpflanzung der Amöben (Theater Phönix)